# Neocerambyx pubescens
Neocerambyx pubescens là một loài bọ cánh cứng trong họ Cerambycidae.